# Fotodysocjacja
Fotodysocjacja – reakcja chemiczna polegająca na rozpadzie na jony cząsteczek dowolnego związku chemicznego pod wpływem bombardowania go strumieniem fotonów. Inaczej jest to dysocjacja elektrolityczna inicjowana promieniowaniem elektromagnetycznym, np. światłem.
Fotodysocjacja nie jest jednak ograniczona do dysocjacji pod wpływem światła, lecz także termin ten obejmuje dysocjację pod wpływem promieniowania rentgenowskiego i γ.
Fotodysocjacja stanowi początkowy etap fotosyntezy. Proces ten zaczyna się bowiem zwykle od fotolizy wody (ewentualnie siarkowodoru), która przebiega według schematu:
H2A + 2 fotony (światło) {\displaystyle \longrightarrow } 2e− + 2H+ + A